# Cua de ventall gorjablanc
El cua de ventall gorjablanc (Rhipidura albicollis) és un ocell de la família dels ripidúrids (Rhipiduridae).

## Hàbitat i distribució
Habita els boscos dels Himàlaies, des del nord de Paquistan fins al centre de la Xina, Vietnam, Sumatra i Borneo.